# Hermann Kunisch
Hermann Kunisch (* 27. Oktober 1901 in Osnabrück; † 24. Februar 1991 in München) war ein deutscher Literaturhistoriker.
Er war seit 1930 nebenamtlicher und von 1935 bis 1945 hauptamtlicher Mitarbeiter am Deutschen Wörterbuch. In der Zeit des Nationalsozialismus war Kunisch Mitglied des NSLB. Kunisch hatte eine Professur an der FU Berlin inne, bevor er 1955 an die Ludwig-Maximilians-Universität München wechselte, wo er als Professor für Neuere Deutsche Literatur bis zu seiner Emeritierung 1969 lehrte. Ihm wurde am 9. Juni 1969 der Bayerische Verdienstorden verliehen.
Sein Sohn Johannes Kunisch (1937–2015) war Professor für die Geschichte der Frühen Neuzeit an der Universitäten Frankfurt am Main und Köln.

## Schriften
- Das Wort „Grund“ in der Sprache der deutschen Mystik des 14. und 15. Jahrhunderts (1929)
- Rainer Maria Rilke. Dichtung und Dasein (1944)
- Adalbert Stifter. Mensch und Wirklichkeit (1950)
- (Hrsg.): Eckhart, Tauler, Seuse. Ein Textbuch aus der altdeutschen Mystik (1958)
- Meister Eckhart (1962)
- mit Hans Hennecke (Hrsg.): Handbuch der deutschen Gegenwartsliteratur (1965, 2., verbesserte und erweiterte Aufl. 1969)
- (Hrsg.): Kleines Handbuch der deutschen Gegenwartsliteratur (1967, 2., verbesserte und vermehrte Aufl. 1969)
- Kleine Schriften (1968)